# Битка за Жепче
Битка за Жепче одиграла се између Армије Републике Босне и Херцеговине (АРБиХ) и Хрватског вијећа одбране (ХВО) у Жепчу, Босна и Херцеговина, од 24. до 30. јуна 1993. године.

## Увод
Рат је избио између Херцег-Босне, коју је подржавала Хрватска, и Републике Босне и Херцеговине, коју су подржавали босански муџахедини и Хрватске одбрамбене снаге. Трајао је од 18. октобра 1992. до 23. фебруара 1994. године и често се сматра „ратом у рату“ јер је био дио много већег рата у Босни и Херцеговини. Борбе су се убрзо прошириле на Средњу Босну, а убрзо и на Херцеговину, гдје се већина борби одвијала у тим регионима.

## Битка
319. брдска бригада, која се налазила у граду, нашла се у окружењу, док је друга бригада АРБиХ заузела узвишења око града. Жепче су браниле 111. жепчанска бригада ХВО и батаљон Андрија Тадић. Након шест дана борби за Жепче, 30. јуна Галиб Дервишевић је пристао да преда 305. и 319. бригаду, након чега су бригаде укинуте. Према хрватским изворима, број заробљених бошњачких војника достигао је око 5000.